# Розенкранц, Маркус Гьюе
Маркус Гьюе Розенкранц (норв. Marcus Gjøe Rosenkrantz; 25 января , 1762, Кристиансанн — 11 мая  1838, Христиания) — датско-норвежский государственный и политический деятель, глава правительства Норвегии (август–4 ноября 1814), Штатгальтер Норвегии, член парламента Норвегии, юрист, крупный землевладелец, окружной комиссар, губернатор.

## Биография
Представитель одной из самых знатных дворянских семей Дании, но его семья со временем обеднела.
Сын датского кадрового военного офицера, коменданта крепости Вардёхюс. Брат Нильса Розенкранца, премьер-министра Дании (1818—1824).
Изучал право в Копенгагенском университете с 1781 по 1784 год. Получил специальность юриста. С 1787 года служил в асессором в Верховном суде. 
В 1796 году женился на 13-летней Марен Юэль, богатейшей вдове Норвегии, которой от двух предыдущих браков досталось значительное состояние. С 1797 года управлял бизнесом и имуществом своей жены. Со временем стал одним из крупнейших в стране владельцев лесопильных заводов и экспортеров древесины. В 1804 году был назначен уездным комиссаром в Смоленене, в том же году стал камергером.
Участник дворянского собрания в Эйдсволле в 1814 году, на котором была принята Конституция Норвегии, затем до 1815 года был правительственным советником и министром.
В 1814 году был первым министром Норвегии. Избирался членом стортинга с 1818 по 1820 и с 1824 по 1827 годы от провинции Эстфолл. В 1827—1829 годах представлял в парламенте Халден.